# Псарське (Шамотульський повіт)
Псарське (пол. Psarskie) — село в Польщі, у гміні Пневи Шамотульського повіту Великопольського воєводства.
Населення — 267 осіб (2011).
У 1975-1998 роках село належало до Познанського воєводства.

## Демографія
Демографічна структура станом на 31 березня 2011 року:
|          | Загалом | Допрацездатний вік | Працездатний вік | Постпрацездатний вік |
| -------- | ------- | ------------------ | ---------------- | -------------------- |
| Чоловіки | 127     | 21                 | 99               | 7                    |
| Жінки    | 140     | 22                 | 88               | 30                   |
| Разом    | 267     | 43                 | 187              | 37                   |